# Téméra
Téméra ist eine kleine Stadt im Nordosten von Mali im Kreis Bourem in der Region Gao.
Der Ort liegt am Nordufer des Niger.
Téméra liegt an der Piste (R 32) die Bourem mit Timbuktu verbindet.

Gebiet der Commune de Téméra (2012)